# لایه اینترنت
لایه اینترنت گروهی از روش‌های شبکه شبکه‌ها در مجموعه پروتکل اینترنت که معمولاً با عنوان TCP/IP شناخته می‌شود، می‌باشد. این لایه مجموعه‌ای از متدها، پروتکل‌ها و مشخصاتی است که برای انتقال دیتاگرام‌ها (بسته ها) از میزبان مبدأ تا میزبان مقصد به کار می‌رود. این عمل با استفاده از آدرس آی پی که توسط پروتکل اینترنت برای همین منظور تعریف شده‌است، انجام می‌شود. لایه اینترنت نام خود را از عملیات شکل‌دهی اینترنت (با حرف آغازین کوچک) یا تسهیل بخشیدن در امر شبکه بندی شبکه‌ها یا internetworking که به معنای مرتبط کردن چندین شبکه با استفاده از دروازه‌ها می‌باشد، گرفته‌است.
پروتکل‌های لایه اینترنت از بسته‌های مبتنی بر IP استفاده می‌کنند. لایه اینترنت شامل پروتکل‌هایی نیست که ارتباط بین نودهای شبکه محلی را تعریف می‌کنند. این‌گونه پروتکل‌ها در لایه پیوند تعریف و گنجانده شده‌اند.

## هدف
لایه اینترنت تا حد زیادی شبیه به سیستم پستی است. اگر چند نامه را به مقصد کشوری دیگر در صندوق پست بیاندازید، با کمی شانس همه آن‌ها به دست گیرنده خواهند رسید. البته احتمال دارد که هر یک از این نامه‌ها از مسیر متفاوتی به مقصد رسیده باشند، که این موضوع از دید کاربران پنهان است (و علاقه‌ای هم به دانستن آن ندارند.)
فرمت بسته‌های پیام و پروتکل آن‌ها در لایه اینترنت تعریف می‌شود، که IP یا پروتکل اینترنت نام دارد. وظیفه لایه اینترنت این است که بسته‌های IP را به مقصد برساند. مسیریابی بسته‌ها (و جلوگیری از ازدحام در مسیرهای شلوغ) بر عهده این لایه است، که از این نظر می‌توان آن را معادل لایه شبکه در مدل OSI دانست.
لایه اینترنت دارای سه عمل اساسی است: برای بسته‌های خروجی، این لایه میزبان (دروازه) بعدی را انتخاب کرده و بسته اطلاعاتی را از طریق ارائه دادن به پیاده‌سازی مناسب لایه پیوند به این میزبان منتقل می‌کند. برای بسته‌های ورودی، این لایه بسته‌های اطلاعاتی را دریافت کرده و بار مفید بسته را به پروتکل مناسب در لایه انتقال منتقل می‌کند. علاوه بر آن این لایه وظیفه شناسایی خطا (error detection) را نیز بر عهده دارد.
در پروتکل اینترنت نسخه 4 (IPv4)، هنگام عملیات ارسال و دریافت، IP توانایی تکه‌تکه‌سازی (fragmentation) و پیوند تکه‌های (defragmentation) بسته‌های اطلاعاتی به صورت خودکار با مثلاً بر مبنای حداکثر واحد انتقال (MTU) را دارد. با این وجود، این قابلیت در پروتکل اینترنت نسخه 6 (IPv6) حذف گردیده است.
در این عملیات، لایه اینترنت وظیفه انتقال معتبر و مطمئن را ندارد. این لایه تنها سرویس غیرمطمئن و تحویل با "بهترین تلاش" را ارائه می‌دهد. این بدان معناست که شبکه هیچ تضمینی نمی‌کند که بسته‌های اطلاعاتی سالم به مقصد برسند. این موضوع یکی از موضوعات مهم طراحی بود و در پروتکل‌هایی که پیش از این در شبکه ARPANET مورد استفاده قرار می‌گرفت تغییر پیدا کرد.
عملیات ارائه سرویس‌های مطمئن بر عهده پروتکل‌های لایه‌های بالاتر نظیر قرارداد کنترل انتقال (TCP) در لایه انتقال است.
یکپارچگی بسته‌های اطلاعاتی تنها در IPv4 و نه در IPv6 تضمین شده‌است.

## وظایف
وظایف اصلی لایه اینترنت را در چند جمله می‌توان خلاصه کرد: انتقال داده به یا از لایه شبکه ٬TCP/IP مسیریابی داده به شبکه و میزبان صحیح٬ و مدیریت خطاهای به وجود آمده در بسته‌های اطلاعاتی و تکه تکه کردن آنها. وظایف عمده این لایه به شرح زیر است:
- پردازش بسته‌های اطلاعاتی

در لایه اینترنت٬ سرایند یا هدر مختص به IP به بسته یا Packet ای که از لایه بالاتر یعنی لایه انتقال دریافت شده٬ افزوده خواهد شد. این بسته اطلاعاتی سپس برای انتقال به لایه پایین‌تر یعنی لایه پیوند ارسال خواهد شد. سرایند IP شامل آدرس IP مبدأ و مقصد٬ اطلاعات چک‌سام بسته که برای شناسایی خطا مورد استفاده قرار می‌گیرد و دیگر داده‌های مدیریتی است. طول این سرایند معمولاً 20 اوکتت یا 20 بایت است.
زمانی که بسته در مقصد دریافت شد٬ سرایند IP برداشته شده و بسته برای وجود خطا مورد بررسی قرار می‌گیرد. اگر مشکلی وجود نداشت٬ به لایه بالاتر منتقل خواهد شد.
- مسیریابی و تحویل بسته

لایه اینترنت شامل پروتکلی به نام پروتکل اینترنت یا IP است که TCP/IP بر مبنای آن ایجاد شده‌است. مسیریابها و دروازه‌ها برای تشخیص مسیر از اطلاعات آدرس IP در هر بسته که بر مبنای دانش به دست آمده از توپولوِِژی شبکه است٬ استفاده می‌کنند. بسیاری از شبکه‌ها امروزه برای نگهداری خودکار این‌گونه اطلاعات در مورد توپولوژی شبکه از یک یا چند پروتکل مسیریابی بهره می جویند.

## پروتکل‌های اصلی
پروتکل‌های اصلی در لایه اینترنت عبارتند از:
- پروتکل اینترنت یا IP : این پروتکل در دو نسخه پیاده‌سازی شده‌است: پروتکل اینترنت نسخه 4 (IPv4) و پروتکل اینترنت نسخه 6 (IPv6)
- پروتکل کنترل پیام‌های اینترنتی یا ICMP : این پروتکل برای عملیات شناسایی خطا مورد استفاده قرار می‌گیرد. پیاده سازی‌های مختلفی از این پروتکل در قالب ICMP و ICMPv6 وجود دارد.
- قرارداد مدیریت گروه اینترنت یا IGMP : توسط میزبان‌های IPv4 و روترهای چندپخشی مجاور برای برقراری عضویت در گروه‌های چندپخشی (Mutlicast) مورد استفاده قرار می‌گیرد.

## امنیت
امنیت پروتکل اینترنت یا IPSec مجموعه‌ای از پروتکل‌هاست که برای ایمن‌سازی ارتباطات مبتنی بر پروتکل اینترنت (IP) از طریق اصالت‌سنجی و/یا رمزگذاری هر یک از بسته‌های IP در روند جریان داده مورد استفاده قرار می‌گیرند. IPSec همچنین دارای پروتکل‌هایی برای برقراری و پیاده‌سازی کلید رمز می‌باشد. این پروتکل در ابتدا به عنوان خصوصیت اصلی IPv6 در سال 1995 طراحی شده بود٬ اما بعدها به روز شد. پروتکل مزبور برای استفاده در IPv4 تغییر پیدا کرد و این تغییر به صورت گسترده در شبکه خصوصی مجازی مورد استفاده قرار گرفت.

## ارتباط با مدل OSI

ارتباط بین مدل OSI و مدل TCP/IP

لایه اینترنت در مدل TCP/IP اغلب به‌طور مستقیم با لایه شبکه در مدل مرجع اتصال داخلی سیستم‌های باز یا OSI مورد مقایسه قرار می‌گیرد. اگرچه این دو لایه مشترکاتی با هم دارند و موضوعاتی را هم‌پوشانی می‌کنند٬ اما متدهای دسته‌بندی متفاوتی را به نمایش می‌گذارند. به خصوص شاخصه‌های مجاز پروتکل‌ها (به عنوان مثال اینکه آیا آن‌ها اتصال گرا هستند و با بدون اتصال) که در این لایه‌ها قرار می‌گیرند٬ بین این دو مدل دارای تفاوتات بارزی است. لایه شبکه در مدل OSI نوعی لایه "همه را بگیر" است؛ بدین معنا که تمام پروتکل‌هایی که در این لایه قرار دارند به نوعی باعث افزایش کارایی شبکه می‌شوند. در سوی دیگر٬ لایه اینترنت نوعی لایه به خصوص از پشته پروتکل‌هاست که بحث شبکه شبکه‌ها را با استفاده از پروتکل اینترنت قوت می‌بخشد.
به همین دلیل٬ لایه شبکه معمولاً شامل پروتکل‌هایی نظیر پروتکل تفکیک آدرس یا ARP است که در مدل TCP/IP در لایه پیوند قرار می‌گیرد.
باید از مقایسه دقیق این دو مدل دوری جست. بحث لایه بندی در مدل TCP/IP از یک معیار طراحی اصولی پیروی نمی‌کند و معمولاً آن را خطرناک و نادرست می‌دانند.